# 대한민국 제17대 대통령 선거 대전광역시
이 문서는 대한민국 제17대 대통령 선거의 대전광역시 지역 개표 결과이다.

## 개표 결과

### 동구
|  | 33.54% |

|  | 30.09% |

|  | 25.78% |

|  | 6.13% |

|  | 2.52% |

|  | 1.29% |

|  | 0.37% |

|  | 0.11% |

|  | 0.07% |

|  | 0.03% |

### 중구
|  | 36.62% |

|  | 30.17% |

|  | 23.05% |

|  | 6.24% |

|  | 2.20% |

|  | 1.15% |

|  | 0.36% |

|  | 0.08% |

|  | 0.06% |

|  | 0.02% |

### 서구
|  | 37.39% |

|  | 29.34% |

|  | 22.37% |

|  | 7.16% |

|  | 2.21% |

|  | 1.00% |

|  | 0.32% |

|  | 0.10% |

|  | 0.05% |

|  | 0.02% |

### 유성구
|  | 37.81% |

|  | 25.47% |

|  | 23.19% |

|  | 9.35% |

|  | 2.86% |

|  | 0.76% |

|  | 0.32% |

|  | 0.09% |

|  | 0.08% |

|  | 0.02% |

### 대덕구
|  | 34.57% |

|  | 28.84% |

|  | 24.87% |

|  | 6.53% |

|  | 3.37% |

|  | 1.18% |

|  | 0.37% |

|  | 0.10% |

|  | 0.07% |

|  | 0.04% |

## 전체 결과
|  | 36.28% |

|  | 28.90% |

|  | 23.55% |

|  | 7.10% |

|  | 2.53% |

|  | 1.06% |

|  | 0.34% |

|  | 0.10% |

|  | 0.06% |

|  | 0.03% |

한나라당 이명박 후보가 36.28%의 득표율을 기록하면서 대전광역시에서 승리를 거두었다. 이회창, 정동영 후보와 3파전을 펼쳤으나 두 후보에 각각 7%p, 12%p 이상의 격차를 벌리며 낙승했다. 이로써 보수정당 후보로써는 14대 대선 이후 15년만에 대전광역시에서 승리를 거두게 되었다.
무소속 이회창 후보는 28.90%의 득표율로 2위를 차지했다. 무소속 출마임에도 이회창은 대전광역시에서 2위를 차지하면서 충청 지역에서의 영향력을 드러냈다. 이회창 후보로서는 출마한 3번의 대선에서 모두 대전광역시에서는 2위를 차지하게 되었다.
대통합민주신당 정동영 후보는 23.55%의 득표율을 기록하면서 3위를 차지했다. 이는 민주당계 정당 후보가 대전광역시에서 3위 이하의 성적을 거둔 첫 사례였다.
창조한국당 문국현 후보는 7.10%의 득표율로 4위를 차지했다.

### 주요 후보 결과
| 지역   | 정동영 | 정동영 | 이명박 | 이명박 | 문국현 | 문국현 | 이회창 | 이회창 |
| 지역   | 득표수 | 득표율 | 득표수 | 득표율 | 득표수 | 득표율 | 득표수 | 득표율 |
| ------ | ------ | ------ | ------ | ------ | ------ | ------ | ------ | ------ |
| 동구   | 29,102 | 25.78% | 37,863 | 33.54% | 6,921  | 6.13%  | 33,970 | 30.09% |
| 중구   | 28,964 | 23.05% | 46,023 | 36.62% | 7,841  | 6.24%  | 37,915 | 30.17% |
| 서구   | 51,476 | 22.37% | 86,050 | 37.39% | 16,487 | 7.16%  | 67,522 | 29.34% |
| 유성구 | 26,382 | 23.19% | 43,017 | 37.81% | 10,644 | 9.35%  | 28,974 | 25.47% |
| 대덕구 | 23,776 | 24.87% | 33,055 | 34.57% | 6,250  | 6.53%  | 27,576 | 28.84% |

한나라당 이명박 후보가 대전광역시 내 전 지역에서 승리를 거두었다. 이명박 후보는 전 지역에서 이회창, 정동영 두 후보와 3파전을 펼쳤으나 동구를 제외한 나머지 지역에서 5%p 이상의 격차를 벌리면서 낙승을 거두었다. 특히 유성구에서는 2위인 이회창 후보에 12%p 이상 차이를 벌리면서 압승을 기록했다.
무소속 이회창 후보는 전 지역에서 2위를 차지했다. 타 자치구에 비해 유성구에서는 이명박 후보와 큰 격차가 나고 정동영 후보와 2%p 차이밖에 나지 않아 저조한 성적을 거두었지만 동구와 중구에서는 30% 이상의 득표율을 거두었다.
대통합민주신당 정동영 후보는 전 지역에서 3위를 차지했다. 특히 동구를 제외한 나머지 지역에서는 25% 미만의 득표율을 거두었다.
창조한국당 문국현 후보는 전 지역에서 4위를 차지했다. 유성구에서는 9,35%의 득표율을 기록하면서 최다 득표율을 올렸다.

## 같이 보기
- 대한민국 제17대 대통령 선거